# Ieiski
Ieiski - Ейский (rus) - és un khútor del krai de Krasnodar, a Rússia. Es troba a la vora dreta del riu Ieia, a la frontera septentrional del territori amb l'óblast de Rostov, a 16 km a l nord-est de Staromínskaia i a 172 km al nord de Krasnodar.
Pertany a l'stanitsa de Kanélovskaia.